# FAM136A
FAM136A‏ (Family with sequence similarity 136 member A) هوَ بروتين يُشَفر بواسطة جين FAM136A في الإنسان.